# Kurti Marti
Saiba mais sobre Kurt Marti:

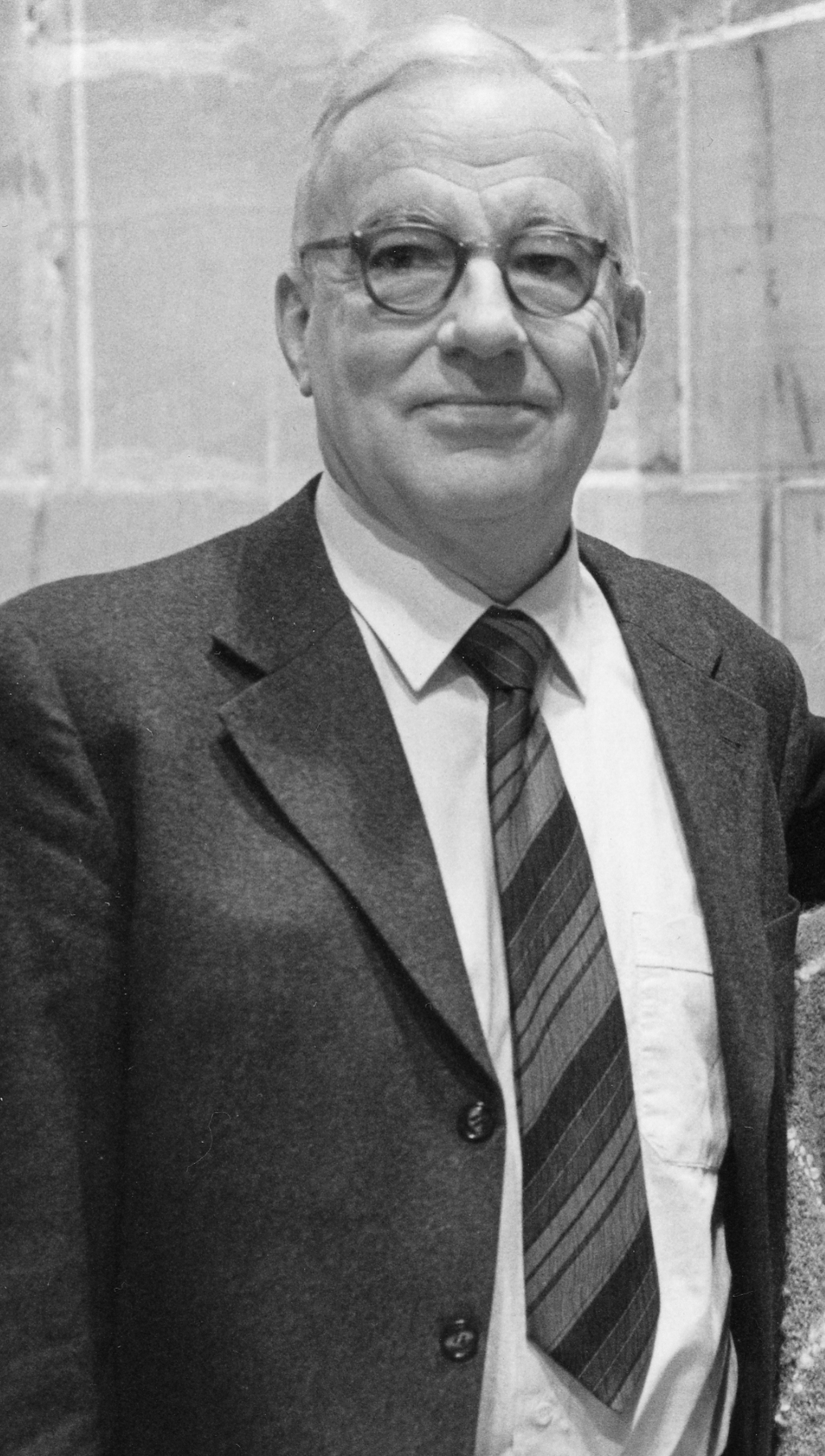
Kurt Marti (1989)

Kurt Marti (Berna, 31 de janeiro de 1921 - Berna, 11 de fevereiro de 2017) foi um teólogo escritor e poeta suíço. Sua poesia tem muitas vezes aspectos teológicos e religiosos.

## Prêmios e honrarias
- 1967 Prêmio de Literatura do Cantão de Berna
- 1972 prêmio literário Big do Cantão de Berna
- 1977 Doutor Honoris Causa da Universidade de Berna
- 1981 Prêmio de Literatura da Cidade de Berna
- 1997 Prêmio Kurt Tucholsky
- 2002 Prêmio Barth Karl da União de Igrejas Evangélicas
- 2010 Prêmio de Literatura do Cantão de Berna[2]
- 2011 Prêmio da Schiller Fundação Suíça[3]